# Brown County (South Dakota)
Brown County ist ein County im Bundesstaat South Dakota der Vereinigten Staaten. Das U.S. Census Bureau hat bei der Volkszählung 2020 eine Einwohnerzahl von 38.301 ermittelt. Der Verwaltungssitz (County Seat) ist Aberdeen.

## Geographie
Das County hat eine Fläche von 4484 Quadratkilometern; davon sind 47 Quadratkilometer (1,05 Prozent) Wasserflächen.

## Geschichte
Das County wurde am 22. Februar 1879 gebildet und die Verwaltung am 14. September 1880 abschließend organisiert. Es wurde nach Alfred Brown (1836–1919) benannt, einem Abgeordneten in der gesetzgebenden Versammlung des Dakota-Territoriums.

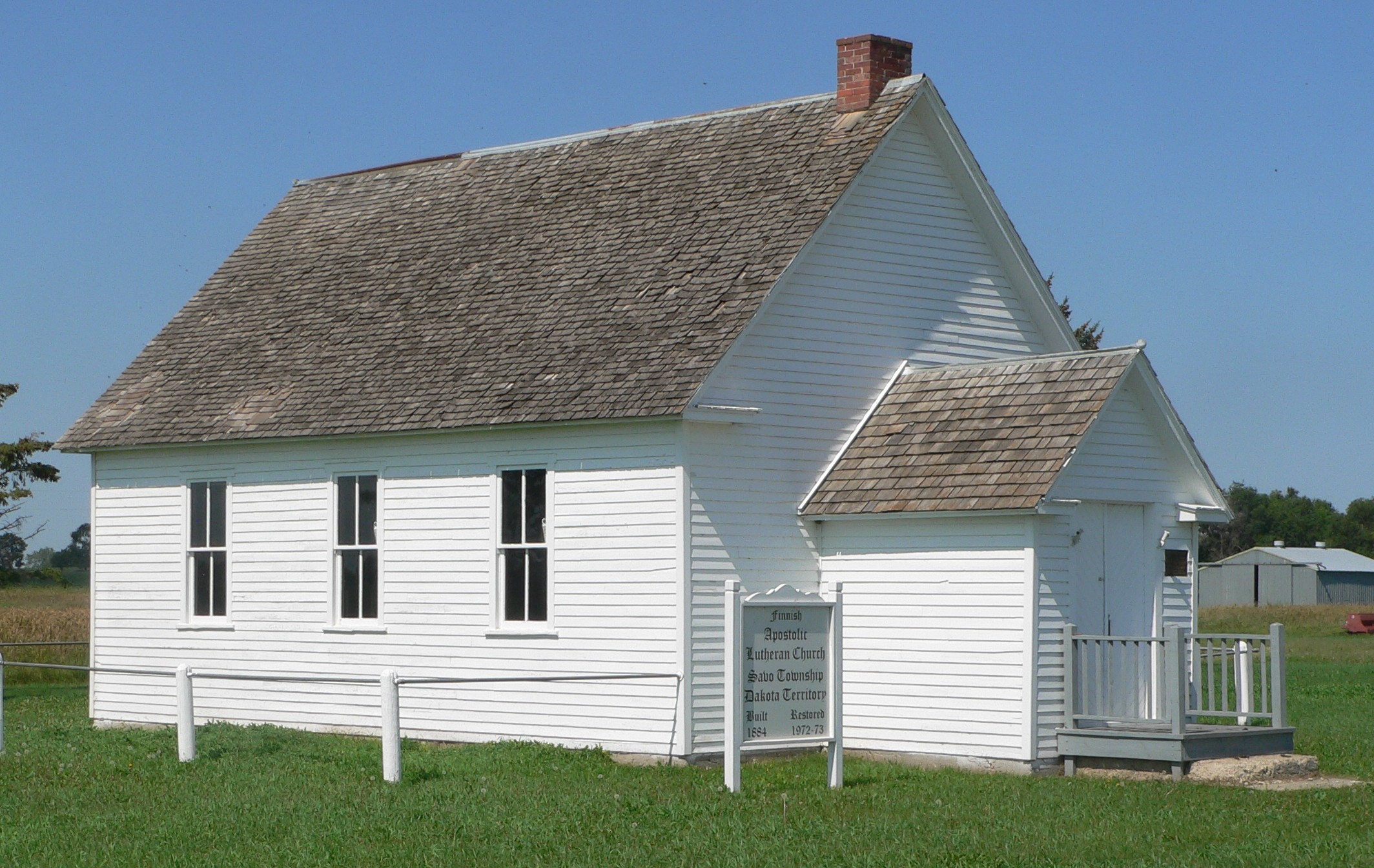
Die Finnish Apostolic Lutheran Church ist einer von 44 Einträgen des Countys im NRHP.

44 Bauwerke und Stätten des Countys sind im National Register of Historic Places (NRHP) eingetragen (Stand 30. Juli 2018).